# Bombă de aviație

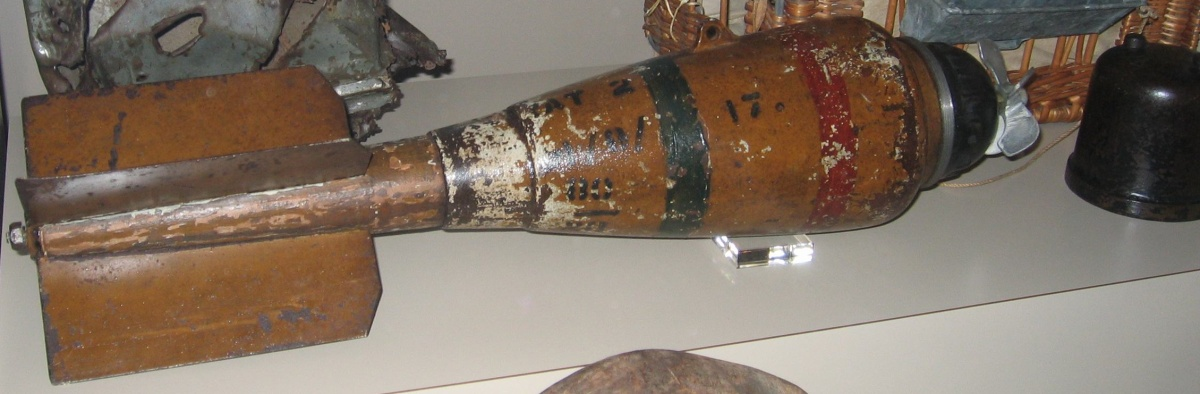
Bombă britanică de aviație din Primul Război Mondial

Bomba de aviație este un tip de bombă lansată din aeronavă, fiind specifică luptei de aviație.
Este alcătuită din încărcătură explozivă (clasică sau nucleară), incendiară, luminoasă sau chimică, introdusă într-un înveliș aerodinamic prevăzut cu ampenaje pentru stabilizare.
Tipuri de bombe de aviație:
- fugase: ale căror efect principal constă în acțiunea presiunii crescute în momentul exploziei, iar secundar, în acțiunea schijelor, fiind utilizate pentru nimicirea lucrărilor și instalațiilor militare și pentru lovirea forței vii și mijloacelor tehnice de luptă adăpostite, având un calibru cuprins între 50-100 kg, raza lor de acțiune depinzând de coeficientul de rezistență al mediului în care cade bomba și de greutatea substanței explozive din aceasta;
- brizante: care au ca efect principal producerea de schije și ca efect secundar suflul exploziei, sunt utilizate pentru lovirea forței vii neadăpostite sau aflate în adăposturi de tip ușor, pentru lovirea avioanelor la sol, a stațiilor de radiolocație, a artileriei antiaeriene și a altor obiective cu protecție redusă, fiind lansate din casete în care se dispun 8-15 bucăți cu calibrul de 2-30 kg;
- antitanc: utilizate împotriva tancurilor, transportoarelor blindate și a altor mașini de luptă blindate;
- chimice: au ca efect infestarea mediului cu substanțe toxice de luptă;
- incendiare: destinate incendierii obiectivelor;
- luminoase: asigură iluminarea temporară a terenului;
- fumigene: destinate orbirii inamicului sau mascării trupelor proprii;
- nucleare: cu efect distructiv deosebit, energia fiind eliberată de o reacție nucleară;
- cu materiale de propagandă.